# 折尾町
折尾町（おりおまち）は、福岡県遠賀郡に存在した町。現在は北九州市八幡西区（旧八幡市域）の一部を成す。
江戸時代に堀川運河が開削され、その周辺に市街地が発達した。古くから交通の要所でJR鹿児島本線と筑豊本線が折尾駅で交差する。現在は北九州市郊外の住宅地となり、多くの大学、短期大学、高等学校、各種学校が立地する北九州屈指の学園都市となっている。

## 歴史
- 1889年4月1日 - 町村制施行に伴い、折尾村・陣原村・則松村・永犬丸村・本城村が合併して遠賀郡洞南村（くきなみむら）が発足。
- 1891年2月28日 - 折尾駅開業。
- 1904年7月1日 - 折尾村に村名を改称。
- 1916年11月5日 - 折尾駅旧駅舎完成。
- 1918年12月15日 - 町制施行により折尾町となる。
- 1944年12月8日 - 折尾町は八幡市へ編入され消滅。